# Zonitis neoguineensis
Zonitis neoguineensis es una especie de coleóptero de la familia Meloidae.

## Distribución geográfica
Habita en Nueva Guinea.